# Хвасон-6
Хвасон-6 е севернокорейска балистична ракета с малък обсег, разработена в средата на 80-те години. Хвасон-6 е подобрен вариант на предишната Хвасон-5, която е на практика копие на ракетата Скъд, но с увеличен обсег и подобрена точност.

## Разработка и описание
В края на 70-те КНДР започва своя собствена ракетна програма, имаща за цел на местно равнище да се създават балистични ракети с различен обсег и задачи. Първата такава ракета е Хвасон-5, вариант на Скъд с обсег, увеличен до 330 km. През 1984 г. започва разработването на по-далекобойна ракета, но с относително същия полезен товар и разрушителна мощ – Хвасон-6. Осъществена е серия от пробни изстрелвания (всичките успешни) в периода 1987 – 1990 г. Увеличаването на обсега се постига чрез леко намаляване теглото на бойната глава (от 1000 до около 770 – 800 kg) и увеличаване на дължината, за да се побере с 25% повече гориво в ракетата. Промяната на дължината обаче изменя центъра на тежестта, което намалява донякъде точността на ракетата. Към 1991 г. започва програма за изтеглянето на Хвасон-5 от употреба и замяната ѝ с Хвасон-6. Към 2000 година Северна Корея е имала близо 500 бройки от двете ракети, а към 2006 – близо 600, по-голямата част от които са Хвасон-6. Заради трудности в набавянето на камиони МАЗ-543 от Русия, КНДР започва производството на свое копие.

## Оператори
- Виетнам – купува Хвасон-6 през 1998 г.
- Египет – КНДР продава технологии за производството на такива ракети, но не са потвърдени сведенията за покупка на цели ракети от египтяните.
- Иран – първата страна, купила ракети Хвасон-6 през 1990 г. Иран произвежда ракетите под собствено означение Шахаб-2. Разполага с 200 ракети.
- Либия – купува технологии за производство и вероятно притежава арсенали с ракети.
- Северна Корея – най-малко 700 ракети;[1]
- Сирия – купува ракети от Иран и Северна Корея, и също ги произвежда на местно равнище.

### Непотвърдени
- Ирак – по непотвърдени данни Ирак е купил няколко ракети Хвасон-6 през 90-те години.
- Куба – има непотвърдени сведения за покупка на ракети Хвасон-5 и Хвасон-6.
- Судан – има на територията си севернокорейска фабрика за производство и ремонт на ракети Скъд, и вероятно произвежда собствено копие на Хвасон-6 с помощта на Иран.[2] Според доклади през 2004 Судан купува ракети Хвасон-6 от Сирия.[3]